# Grüner Kopf
Der Grüne Kopf ist ein 3005 m ü. A. hoher Berggipfel der Glocknergruppe in Osttirol. Die Erstbesteigung durch Nord-Süd-Überschreitung des Langen Grats erfolgte am 13. August 1927 durch K. Folta und R. Neumann.

## Lage
Der Grüne Kopf liegt im Süden der Glocknergruppe in der Kernzone des Nationalparks Hohe Tauern. Er befindet sich im Nordosten der Gemeinde Kals am Großglockner im Süden des Langen Grats, der sich zwischen der Zollspitze (3024 m ü. A.) im Norden und dem Kristallspitzl (3005 m ü. A.) im Süden erstreckt. Das Grüne Kopf wird im Süden durch die Rumesoischarte (2950 m ü. A.) vom Kristalspitzl getrennt, nördlich befindet sich das Gelbe Hörnl (auch Rumesoikopf, 3003 m ü. A.). Westlich des Grünen Kopfs liegt das Rumesoikar, in dem der Rumesoibach entspringt und nach kurzer Fließstrecke ins ebenfalls westlich gelegene Kalser Dorfertal fließt. Östlich befindet sich das Quellgebiet des Teischnitzbachs. Nächstgelegene Schutzhütten sind im Kalser Dorfertal das Kalser Tauernhaus und östlich die hoch über dem Tal des Teischnitzbaches gelegene Stüdlhütte.

## Aufstiegsmöglichkeiten
Der Grüne Kopf ist ein alpinistisch unbedeutender Gipfel, der nur in spezieller Führerliteratur angeführt wird. Der Normalweg auf ihn führt ausgehend von der Straße zur im Kalser Tal gelegenen Moaralm am Fußweg ins Teischnitztal. Nach der Pifanghütte verläuft der Anstieg weglos in Richtung Westen in die Rumesoischarte und danach am Südgrat in leichter Kletterei zum Gipfel (I). Aus der Rumesoischarte ist auch die Süd-Nord Überschreitung von Grünem Kopf, Gelben Hörnl und Rumesoikopf möglich (II).